# Liste der Biografien/Aly
Liste der Biografien |
Portal Biografien |
Personensuche
# |
A |
B |
C |
D |
E |
F |
G |
H |
I |
J |
K |
L |
M |
N |
O |
P |
Q |
R |
S |
T |
U |
V |
W |
X |
Y |
Z |
?
 
Aa |
Ab |
Ac |
Ad |
Ae |
Af |
Ag |
Ah |
Ai |
Aj |
Ak |
Al |
Am |
An |
Ao |
Ap |
Aq |
Ar |
As |
At |
Au |
Av |
Aw |
Ax |
Ay |
Az
 
Ala |
Alb |
Alc |
Ald |
Ale |
Alf |
Alg |
Alh |
Ali |
Alj |
Alk |
All |
Alm |
Aln |
Alo |
Alp |
Alq |
Alr |
Als |
Alt |
Alu |
Alv |
Alw |
Alx |
Aly |
Alz
Die Liste der Biografien führt alle Personen auf, die in der deutschsprachigen Wikipedia einen Artikel haben. Dieses ist eine Teilliste mit 33 Einträgen von Personen, deren Namen mit den Buchstaben „Aly“ beginnt.

## Aly
- Aly el-Said, Ibrahim (* 1979), ägyptischer Fußballschiedsrichter
- Aly Elsayed, Ahmed (* 1979), US-amerikanischer Snookerspieler ägyptischer Herkunft
- Aly, Amira (* 1992), österreichische FernsehpersönlichkeitAmira Aly (* 1992)

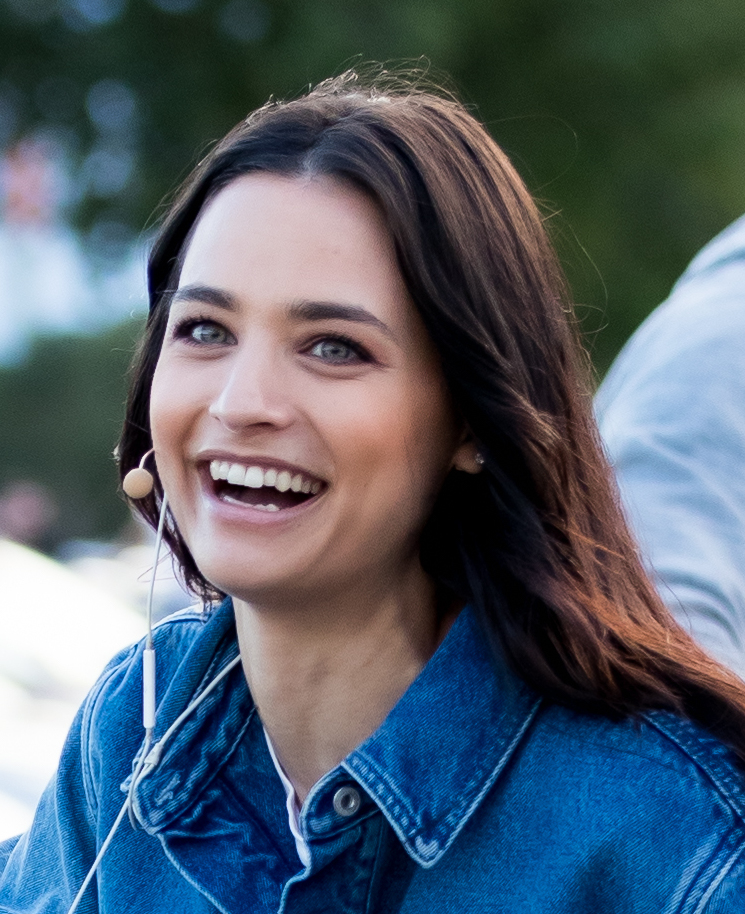
Amira Aly (* 1992)

- Aly, Ayman (* 1966), stellvertretender Vorsitzender und Generalsekretär der Föderation Islamischer Organisationen in Europa
- Aly, Eduard (1854–1901), deutscher Schriftsteller
- Aly, Ernst (1912–2007), deutscher Funktionär der Hitler-Jugend
- Aly, Friedrich († 1716), osmanischer Soldat, Kammertürke am Hofe des Kurfürsten Friedrich III.
- Aly, Gottfried Friedrich (1852–1913), deutscher klassischer Philologe und Schulpolitiker
- Aly, Götz (* 1947), deutscher Historiker (Holocaustforscher) und Journalist
- Aly, Mohamed (* 1975), ägyptischer Boxer im Superschwergewicht
- Aly, Wolfgang (1881–1962), deutscher Klassischer Philologe

### Alya
- Alyamani, MAias (* 1981), syrischer Komponist
- Alyattes II. († 556 v. Chr.), König von Lydien aus der Mermnaden-Dynastie

### Alyk
- Alykulow, Barpy (1884–1949), kirgisisch-sowjetischer Akyn-Improvisator
- Alykulow, Güldschigit (* 2000), kirgisischer Fußballspieler

### Alym
- Alymkulow, Urmat (1951–2016), kirgisischer bzw. sowjetischer Architekt
- Alymow, Sergei Jakowlewitsch (1892–1948), sowjetischer Schriftsteller und Lyriker
- Alymow, Wassili Kondratjewitsch (1883–1938), sowjetischer Ethnograph

### Alyn
- Alyn, Kirk (1910–1999), US-amerikanischer SchauspielerKirk Alyn (1910–1999)

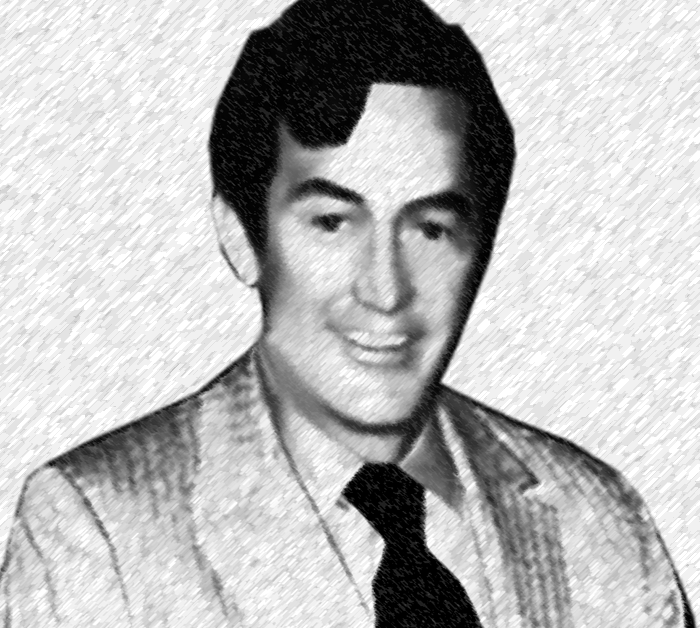
Kirk Alyn (1910–1999)

### Alyo
- Alyona Alyona (* 1991), ukrainische Rapperin
- Alyosha (* 1986), ukrainische Sängerin
- Alyot, Halim Tevfik (* 1909), türkischer Politiker

### Alyp
- Alypios, spätantiker griechischer Musiktheoretiker
- Alypius, Diakon in Adrianopel in Paphlagonien und Säulenheiliger
- Alypius († 169), Bischof von Byzanz
- Alypius, römischer Jurist, Bischof, Heiliger
- Alypos, griechischer Bildhauer
- Alypow, Alexei Iwanowitsch (1902–1942), sowjetischer Brückenbau-Ingenieur
- Alypow, Iwan Wladimirowitsch (* 1982), russischer Langläufer
- Alypow, Wjatscheslaw Anatoljewitsch (* 1981), russischer Biathlet

### Alys
- Alÿs, Francis (* 1959), belgischer Fotograf, Maler, Aktions- und Videokünstler

### Alyt
- Alyta, Kazys (1881–1942), litauischer Politiker, Oberstleutnant, Schauspieler und Dramatiker

### Alyu
- Alyüz, Murat (1920–2006), türkischer Fußballspieler